# Pferd des Jahres

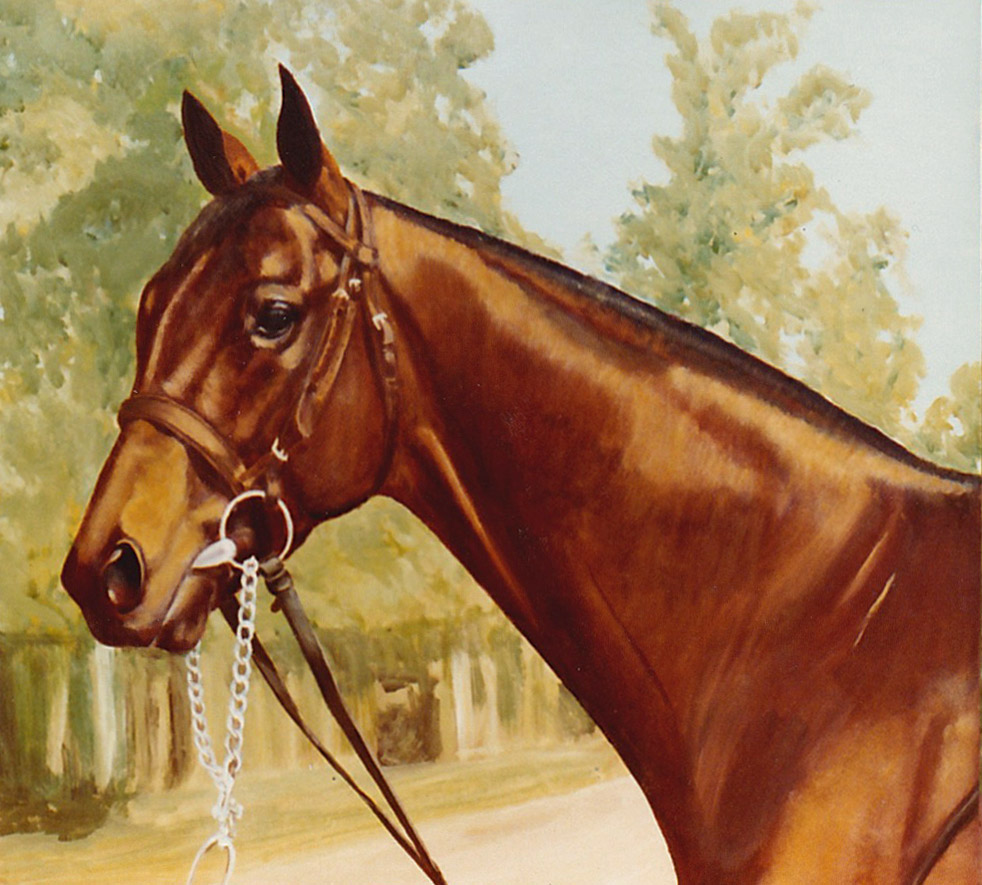
Norcliffe, kanadisches Pferd des Jahres, 1976

Pferd des Jahres ist die höchste Auszeichnung für Rennpferde, die im Rennsport in zahlreichen Ländern vergeben wird. Sie ist jeweils offen für Pferde aller Geschlechter und jeden Alters.
In manchen Ländern gibt es, wie in den USA, auch weitere Auszeichnungen, die nach Altersklassen und Geschlecht vergeben werden.

## Galopprennsport
Im Galopprennsport wird die Auszeichnung für Vollblutrennpferde vergeben.
| Land                                                 | Vergeben seit       | Jury | Rahmenveranstaltung/Sponsor |
| ---------------------------------------------------- | ------------------- | --- | --- |
| Australien Australian Champion Racehorse of the Year | 1968–1969           | Australia’s Champion Racehorse of the Year | Victoria Racing Club |
| California Horse of the Year                         | 1973                | CTBA | California Thoroughbred Breeders Association (CTBA) |
| Kanada Canadian Horse of the Year                    | 1951                | Jockey Club of Canada | Sovereign Awards |
| Deutschland Galopper des Jahres                      | 1957                | Fach-Journalisten wählen drei Kandidaten Publikum bestimmt Sieger | German Racing |
| Europa Cartier Racing Awards                         | 1991                | Punkte aus Gruppenrennen (40 %) Britische Rennjournalisten (30 %) Leser der Racing Post und des Daily Telegraph (30 %) | Cartier Racing Award, Kategorien: - Horse of the Year - Top Older Horse - Top Stayer - Top Sprinter - Three-Year-Old Colt - Three-Year-Old Filly - Two-Year-Old Colt - Two-Year-Old Filly - Daily Telegraph Award of Merit (für Menschen) |
| Hongkong Hong Kong Horse of the Year                 | 1978                | Hong Kong Jockey Club (HKJC) Association of Hong Kong Racing Journalists | Hong Kong Jockey Club Champion Awards |
| Japan Japanese Horse of the Year                     | 1954                | Japan Racing Association | JRA Awards |
| Südafrika Equus Awards                               | 2002                | The Racing Association (South Africa) The Equus Awards voting panel | Equus Awards Kategorien - Horse of the Year - Champion 2-jährige Stute - Champion 2-jähriger Hengst - Champion 3-jährige Stute - Champion 3-jähriger Hengst - Champion ältere Stute - Champion älterer Hengst - Champion Flieger - Champion Miler - Champion Mitteldistanz (1800–2200 m) - Champion Steher (2400 m und länger) - Champion Zuchtstute - Outstanding Züchter - Champion Zuchthengst - Champion Züchter - Lifetime Achievement Award - Pfleger des Jahres – Special Award - Lehrling des Jahres - Champion Jockey - Champion Trainer - Besitzer des Jahres |
| Vereinigte Staaten Eclipse Awards                    | 1936                | National Thoroughbred Racing Association (NTRA) Daily Racing Form National Turf Writers Association, Die Gewinner werden im Januar des nächsten Jahres bekannt gegeben. J. B. Faulconer, der erste hauptberufliche Werbeleiter bei Keeneland, gilt als Initiator der Eclipse Awards. | Eclipse Awards, Kategorien: - American Horse of the Year - American Champion Two-Year-Old Male Horse - American Champion Two-Year-Old Filly - American Champion Three-Year-Old Male Horse - American Champion Three-Year-Old Filly - American Champion Older Dirt Male Horse - American Champion Older Dirt Female Horse - American Champion Sprint Horse - American Champion Female Sprint Horse - American Champion Male Turf Horse - American Champion Female Turf Horse - Outstanding Steeplechase horse - Outstanding Owner - Outstanding Breeder - Outstanding Trainer - Outstanding Jockey - Outstanding Apprentice Jockey - Eclipse Special Award - Eclipse Award Of Merit - National Thoroughbred Racing Association Moment of the Year |
| Weltweit World’s Best Racehorse Rankings             | Vorläufer seit 1977 | The International Federation of Horseracing Authorities (IFHA) | Die Longines World’s Best Racehorse Rankings (LWBRR) ist die Weltrangliste für Rennpferde. Die World’s Best Racehorse Rankings erfassen weltweit Pferde, die in Nord- und Südamerika, Europa, dem Mittleren Osten, Südafrika, Asien, Australien und Neuseeland laufen. Vor 2012 hiess die Weltranglist World Thoroughbred Racehorse Rankings (WTRR). |

## Trabrennsport
Im Trabrennsport wird die Auszeichnung für American-Standardbred-Traber vergeben.
| Land                                | Vergeben seit | Jury                                                                             | Rahmenveranstaltung/Sponsor |
| ----------------------------------- | ------------- | -------------------------------------------------------------------------------- | --- |
| Vereinigte Staaten Dan Patch Awards | 1947          | United States Trotting Association und United States Harness Writers Association | Dan Patch Awards mit folgenden Kategorien: - United States Harness Horse of the Year Pacer - Dan Patch Pacer of the Year Award - Dan Patch Award for 2-Year-Old Pacing Colt - Dan Patch Award for 2-Year-Old Pacing Filly - Dan Patch Award for 3-Year-Old Pacing Colt - Dan Patch Award for 3-Year-Old Pacing Filly - Dan Patch Award for Older Male Pacer - Dan Patch Award for Older Female Pacer Traber - Dan Patch Trotter of the Year Award - Dan Patch Award for 2-Year-Old Trotting Colt - Dan Patch Award for 2-Year-Old Trotting Filly - Dan Patch Award for 3-Year-Old Trotting Colt - Dan Patch Award for 3-Year-Old Trotting Filly - Dan Patch Award for Older Male Trotter - Dan Patch Award for Older Female Trotter Menschen - Dan Patch Achievement Award - Dan Patch Owner of the Year Award - Dan Patch Breeder of the Year Award - Dan Patch Trainer of the Year Award (mit Glen Garnsey Trophy) - Dan Patch Driver of the Year Award - Dan Patch Rising Star Award - Dan Patch Breakthrough Award (mit Lew Barasch Trophy) - Dan Patch Caretaker of the Year Award - Dan Patch Broodmare of the Year Award - Dan Patch Humanitarian Award - Dan Patch Fan Award - Dan Patch Unsung Hero Award - Dan Patch Good Guy Award (mit William. R. Haughton Trophy) |